# Miyazaki Ayumi
Miyazaki Ayumi (宮崎 歩 (Cung Khi Bộ) Miyazaki Ayumi) (sinh ngày 25 tháng 8 năm 1971) là ca sĩ, nhạc sĩ, nhà soạn nhạc Nhật Bản.